# Zacharie Tshimanga Wa Tshibangu
Zacharie Tshimanga Wa tshibangu (4 de octubre de 1941 - 10 de diciembre de 1985) fue un historiador y escritor de la República Democrática del Congo. 
Fue el primer historiador congoleño en escribir una Historia general del Congo en 1976.
En 1974, participó a la creación de la sociedad de los historiadores zaireños en siglo SOHIZA. Había trabajado con muchos intelectuales africanos como Joseph Ki-Zerbo, Isidore Ndaywel, Théophile Obenga.

## Biografía

### Estudios en Francia
Después sus estudios primarios y secundarios en Congo, Zacharie Tshimanga recibió una beca para ir acabar sus estudios en Francia. Llegó a la ciudad de Toulouse y fue a la Universidad de Toulouse-Jean Jaurès, eso era en fin de los años sesenta.
- 1967: licencia de Historia y geografía
- 1968: grado de maestría en Historia y geografía
- 1971: doctorado de Historia dirigado por Xavier yacono[1]

### Carrera profesional en la República Democrática del Congo
A su regreso en Congo, El profesor Tshimanga trabajo como profesor en la Instituto Superior Pedagógico de Bukavu, la de Kisangani también. acabó de ser algunos años después, el secretario general académico de la universidad de Kisangani.

## Obra

### Ensayos
- (en francés)Histoire du Zaïre Édition du CERUKI, Bukavu 1976
- (en francés)Enseignement en République du Zaïre : Guide pédagogique Les Éditions du B.A.S.E., 1986 Kinshasa[2]

### Artículos
- (en francés) Léopold II face à la France au sujet de la création des droits d'entrée dans le bassin conventionnel du Congo: 1890 et 1892.Dans "Études d'histoire africaine" página 169-203, 1974 Kinshasa, Éditions UNAZA-PUZ[3]